# 东城区鼓楼东大街255号四合院
39°56′27″N 116°23′55″E / 39.94083°N 116.39873°E
东城区鼓楼东大街255号四合院，位于北京市东城区鼓楼东大街255号。

## 历史
该院位于鼓楼东大街中部路北，东侧是草厂东巷。该院是中华民国时期建造，布局上显示该院应当是原来宅第的附属花园部分，后来改建而成的建筑中西合璧，砖雕、石雕、木雕十分精美。2001年公布为北京市文物保护单位。2005年起，该院经过6年改建，于2011年成为高端商务会所“北平会”。

## 建筑
该院坐北朝南，分为三进院落：
- 原大门：在草场胡同内，坐西朝东，原为倒座房五间，后来改为三间大门，中间是广亮大门一间。
- 现大门：如今鼓楼东大街255号的大门是后来所开，位于该院最南端的院墙中部，两侧是车库。
- 值房：大门内的通道东西两侧有值房各两间。
- 第一进院：正房七间、东西厢房各三间，都是后来改建。
- 第二进院：自第一进院正房东侧过道可以进入第二进院。第二进院北侧是一殿一卷式垂花门，两侧的看面墙上有什锦窗，附有砖雕纹饰。和垂花门相对的南墙上，有一座正方形汉白玉影壁，刻有二龙戏珠图案。影壁两侧是东、西厢房各三间。
- 花园（第三进院）：垂花门内是一座方形的花园。花园中央有一西式喷水池掩映在树丛中，水池围栏是双层六边形汉白玉砌筑，每边角处有一个小石狮子，池内有一汉白玉蟠龙柱，蟠龙柱顶部有四个龙头作为喷水口。花园北部是一座中式建筑，面阔七间，前带吞廊五间，两侧各有耳房一间，都是筒板瓦箍头脊屋面硬山顶。室内木装修非常精美，设有镶大理石硬木隔扇，硬木雕花落地罩，博古架。北墙明间有砖雕，为牡丹、凤凰图案。另外北侧有面墙，墙上镶有五块御座靠背石雕，似乎是陵墓中的物品。后院西北角建有后罩房四间。[1]